# Землетрясения в Сычуани (2010)
Землетрясение магнитудой 5,1 произошло 30 января 2010 года в 21:36:58 (UTC) на востоке провинции Сычуань (Китай), в 28,2 км к юго-юго-востоку от округа Суйнин. Гипоцентр землетрясения располагался на глубине 10,0 километров.
В результате землетрясения 1 человек погиб, 16 человек получили ранения. В Мокси более 100 домов были разрушены, а тысячи повреждены. Экономический ущерб от землетрясения составил 66,56 млн долларов США.

## Повторные землетрясения

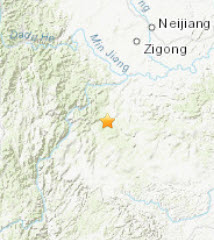
Карта сейсмической активности 17 октября 2010 года

17 октября 2010 года в 21:49:42 (UTC) в этом же регионе, на глубине 35,0 км произошло землетрясение магнитудой 5,0. Его эпицентр находился в 68,2 км к юго-западу от города Сюнчан (провинция Сычуань). Подземные толчки ощущались в городском округе Лэшань и в округе Чжаотун. В результате землетрясения 2 человека получили ранения, экономический ущерб составил 8,36 млн долларов США.

## Тектонические условия региона
Землетрясение произошло в центральной части Сычуаньской впадины, с эпицентром в структурном поясе Мокси—Лонгнвси и глубиной очага 10 км. На основании структурной интерпретации сейсмических профилей этой области, учёные обнаружили тектонический разлом, расположенный на глубине 9—10 км в породах досинийского возраста. Разлом ориентирован с северо-запада на юго-восток. Горные породы в разломе надвинуты с северо-запада на юго-восток и образуют складку приразломного изгиба (англ. fault-bend fold) в районе Мокси, протяжённостью около 4 километров.
Соответственно, формирование антиклинали Мокси связано с региональным базальным срывом (детачментом). Так как эпицентр землетрясения был зарегистрирован на склоне детачмента, есть мнение, что землетрясение 2010 года было вызвано путём повторной активации этого базального срыва. Начиная с позднего юрского периода, под влиянием регионального тектонического напряжения разлом перенёс свою активность с гор Лунмынь к внутренним районам Сычуаньской впадины и юго-западным предгорьям Хуаншань.